# 塩山瑛大
塩山 瑛大（しおやま あきひろ、1988年11月18日 - ）は、日本のラグビー選手。

## プロフィール
- 福岡県出身[1]。
- ポジションはセンター(CTB)。
- 身長 175cm、体重 80kg

## 略歴
2007年、筑紫高校卒業後、明治学院大学に入学する。
2010年、明治学院大学ラグビー部の主将に就任した
2011年、明治学院大学卒業後、リコーブラックラムズに加入。
2016年、リコーブラックラムズを退団した。